# Shawn Martinbrough

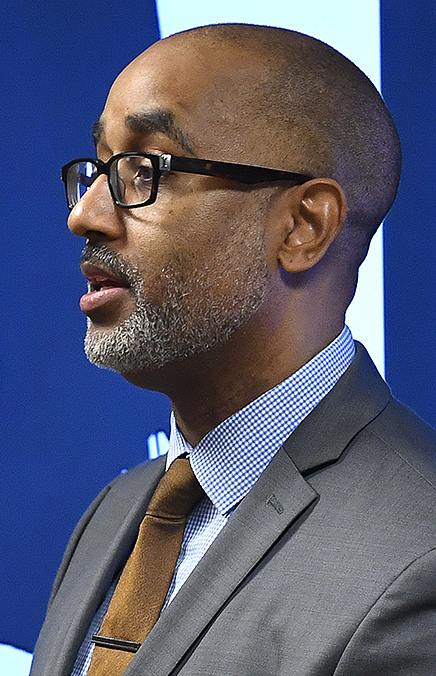
Shawn Martinbrough

Shawn Martinbrough (* 17. April 1972 in New York) ist ein US-amerikanischer Comiczeichner.

## Leben und Arbeit
Martinbrough begann in den frühen 1990er Jahren als hauptberuflicher Comiczeichner zu arbeiten. Dabei betätigt er sich sowohl als eigentlicher Zeichner im eigentlichen Sinne, der Comicseiten mit dem Bleistift gestaltet, wie auch als Tuschezeichner oder Inker, der die eigenen Bleistiftzeichnungen oder die Bleistiftzeichnungen anderer mit Tusche überarbeitet.
Zu den Serien, an denen Martinbrough in den 1990er Jahren arbeitete, zählen dabei unter anderem The Creeper (1998–1999; #1–11, 1.000.000), für die er das Heftinnere und die Titelblätter als Zeichner gestaltete, und Challengers of the Unknown (1997–1998; #1–4, 6–8, 11–17 komplett; #5 und #10 nur Cover). Während er Creeper als Bleistiftzeichner betreute und seine Zeichnungen von Sal Buscema überarbeiten ließ, wirkte er an Challengers umgekehrt als Tuscher der Arbeiten von Jean Paul Leon. Der Autor, mit dem Martinbrough in beiden Fällen zusammenarbeite, war dabei Len Kaminski.
Martinbroughs bekannteste Arbeit folgte schließlich im Jahr 2000, als er die Zeichnungen für die traditionsreiche Serie Detective Comics übernahm. In seiner knapp zweijährigen Partnerschaft mit dem Kriminalschriftsteller Greg Rucka erzählte er hier Detektivgeschichte um den Charakter des nächtlichen Rächers Batman, die sich an der Ästhetik, den Themen und der Erzählmethode des Film Noir der 1940er Jahre orientierten: Martinbrough ergänzte dabei die wenig action-lastigen und stattdessen mehr auf Gedankenreiche hin ausgerichteten Ermittlungsgeschichten Ruckas um den Themen und der Erzählweise angemessene atmosphärische Zeichnungen. Diese waren bewusst auf eine detailarme minimalistische Bildsprache hin angelegt, die sich zur Erzeugung von Stimmung und zur Vermittlung der Gefühle der Figuren, unter Verzicht auf große Panoramasquenzen, Schnörkel, Schraffierungen oder andere stilistische Volten, auf harte Schwarz-Weiß-Kontraste und eine unkonventionelle, exzentrische bichrome Farbgebung verließ.
Spätere Arbeiten Martinbroughs umfassen die Zeichnungen für das von Scott Beatty verfasste Comicheft Green Arrow #33 und die Hefte Nightforce (von Marv Wolfman), Manhunter #15 (teilweise) und #22 (nur Cover). Darüber hinaus entwickelte Martinbrough 1999/2000 gemeinsam mit Scott McDaniel neue Designs für den fiktiven Schauplatz der Batmangeschichten, die Ostküstenmetropole Gotham City (Batman: Gotham City Secret Files #1, 2000).